# Koma (optik)
Koma är en typ av optiskt avbildningsfel hos linser och speglar som påminner om sfärisk aberration och som uppträder hos strålar som avviker från den optiska axeln. Koma yttrar sig som droppformade, kometliknande, avbildningar i synfältets utkanter. Avbildningsfelet är minimerat i modern optik.

Koma hos konvex lins. Strålar som bildar vinkel mot linsens optiska axel sammanfaller inte i en och samma punkt.
Koma hos parabolisk spegel. De gröna strålarna, som är parallella med linsens optiska axel, sammanstrålar i ett fokus, medan de röda strålarna, som är inbördes parallella men bildar vinkel mot axeln, skär varandra inom ett större område (om alls).